# Orlando Sanford International Airport
Orlando Sanford International Airport is een luchthaven in de Amerikaanse stad Sanford (Florida). In de regio Orlando is de luchthaven het twee na grootste vliegveld na Orlando International Airport.
De luchthaven telt twee start- en landingsbanen en voert voornamelijk binnenlandse vluchten uit.